# Píndushi
Píndushi (ruso: Пи́ндуши; carelio: Pinduši; finés: Pinduinen) es un asentamiento de tipo urbano de la república rusa de Carelia perteneciente al raión de Medvezhegorsk en el sureste de la república.
En 2019, la localidad tenía una población de 4303 habitantes. Su territorio, con una población total de 4781 habitantes, incluye como pedanías la aldea de Lúmbushi y los poblados ferroviarios de Vichka y Máselgskaya, además de varios despoblados.
La localidad fue fundada en 1933 para establecer aquí un astillero lacustre. Poco después de su fundación, fue un lugar de fuertes batallas en la Guerra de Continuación. Adoptó el estatus de asentamiento de tipo urbano en 1950.
Se ubica en la costa septentrional del lago Onega en la periferia oriental de Medvezhegorsk, en la salida de la ciudad de la carretera A119 que lleva a Vólogda.